# زبان روهینگیا
روهینگیا (به روهینگیا:رُحَ࣪ڠۡگَ࣪ࢬ، Ruáingga، 𐴌𐴟𐴇𐴥𐴝𐴚𐴒𐴙𐴝) زبانی‌ست که مردم روهینگا در ایالت راخین برمه بدان صحبت می‌کنند. این زبان و زبان چیتاگونی که در جنوب شرقی استان چیتاگونگ بنگلادش بدان صحبت می‌کنند از یک خانواده هستند.

## خط زبان روهینگیا
زبان روهینگیا معمولا به سه الفبا نوشته می‌شود. قدیمی‌ترین الفبای مورد استفاده برای نوشتن روهینگیا، الفبای عربی است. از قرن ۱۹ به این سو، با اقتباس از فارسی و اردو، الفبای عربی برای نوشتن زبان روهینگیا به کار گرفته شد. اما این الفبا کوتاهی‌های خویش را نیز داشت و مناسب زبان روهینگیا که واکه‌ها و سیستم نواختهای پیچیده‌تری از فارسی و اردو داشت، نبود. این کوتاهی‌ها مورد نظر روهینگیازبانان قرار گرفت. در نتیجه، در سال ۱۹۷۵ میلادی، با درخواست پیران جامعه، الفبای عربی استانداردسازی شده و با نوآوریهایی، مناسب زبان روهینگیا شد. امروزه الفبای عربی روهینگیا،  یکی از الفباهای مورد استفادهٔ روهینگیا می باشد.
تحقیقات و امتحانها نشان داده‌اند که یک روهینگیازبان، در صورت آشنایی با خط عربی به دلیل یادگیری قرآن و زبان عربی در مدارس اسلامی، می‌تواند در عرض فقط چند ساعت، بر الفبای عربی روهینگیا مسلط شود.
الفبای دیگر زبان روهینگیا، الفبای حنیفی روهینگیا می باشد. در پی یافتن چاره‌ای به خاطر نامناسب بودن الفبای عربی، زبان‌شناس و معلمی به نام «محمد حنیف»، به جای امید داشتن به پروسهٔ استانداردسازی الفبای عربی، تصمیم به ساخت الفبای نوینی برای زبان روهینگیا گرفت. این الفبا، با الهام از خط عربی، ولی با حروف هم‌خوان و واکهٔ جدید برای نوشتن زبان روهینگیا ساخته شد. این الفبا، مزیت بومی بودن به مردم روهینگیا را نیز دارد، و با ابتکارات مشابه برای ساخت الفبای نوین برای زبانهایی چون ماندینگ در غرب آفریقا مقایس شده است. امروزه این الفبا پرکاربردترین الفبای زبان روهینگیا  می‌باشد.
الفبای سوم مورد استفاده برای نوشتن روهینگیا، الفبای لاتین می‌باشد. این الفبا مزیت ساده کردن یادگیری زبان روهینگیا برای غیر روهینگیازبانان را دارد.

### الفبای عربی روهینگیا
تاریخ نوشتن روهینگیا به الفبای عربی به ۲۰۰ سال پیش بر می‌گردد. البته که متون ادبی زیادی به این زبان موجود نیست. در طول استعمار بریتانیا بین سالهای ۱۸۲۶ و ۱۹۴۸، بیشتر مکاتبات به زبانهای انگلیسی و اردو انجام می‌شد. از زمان استقلال، زبان برمه‌ای زبان مکاتبات شد. از دههٔ ۱۹۶۰ به این سو، پیران و بزرگان مردم روهینگیا به نیاز به الفبای استاندارد و مناسب برای نوشتار زبان خویش پی بردند. 
در سال ۱۹۷۵، پیران و بزرگان روهینگیا بر سر الفبای استاندارد سازی شدهٔ عربی توافق کردند. این الفبای جدید، همان الفبای پیشین است، به علاوهٔ حروف و علامت‌های نوین. در این الفبا ۴ حرف هم‌خوان جدید وجود دارد. در این الفبا همینطور ۳ حرکت واکه از عربی «◌َ» [a] (زبر)، «◌ِ» [i] (زیر)، «◌ُ» [u] (پیش) و ۳ حرکت واکهٔ نوین «◌ࣤ» [o] (زبر مجعد)، «◌ࣦ» [e] (زیر مجعد)، و «◌ࣥ» [ou] (پیش مجعد) وجود دارد. در الفبای عربی روهینگیا، استفاده از «و» و «ی» برای نشان دادن واکه‌ها به طور کامل حذف شده است (بجز در وام‌واژه‌ها از عربی). واکه‌ها فقط با حرکت نشان داده می‌شوند، و همین‌طور، نوشتن تمامی حرکات اجباری می‌باشد.
اما از مهم‌ترین و منحصر به فردترین ابتکارات الفبای روهینگیا، وجود «علامت نواخت»، برای نشان دادن نواخت هجا می باشد. زبان روهینگیا زبان نواخت‌بر است، به این معنا که نواخت ادای هجاها در معنی واژه تاثیر دارد. زبان فارسی زبانی نواخت‌بر نیست اما در آن ویژگی نواخت‌بری به گونه‌ای محدود به‌کار می‌رود. یک نمونه مشهود از خاصیت نواخت‌بری واژگان در فارسی واژهٔ «گویا» است که بسته به نحوه ادای آن می‌توان معنی‌های «روان و سلیس» یا «انگار» را برداشت کرد.
حال، به دلیل نواخت‌بر بودن زبان روهینگیا، نشان دادن تفاوت نواخت در نوشتار ضروری می‌باشد. در الفبای روهینگیا، ۳ علامت نواخت وجود دارد. این علامت‌ها بر روی حرکات واکه، یعنی بالای «زبر» و «پیش»، و یا پایین «زیر» نوشته می‌شود. به عبارتی، علامت نواخت نقش حرکت روی حرکات واکه را ایفا می‌کند، و نقش آن تغییر نواخت ادای واکه است. علامت نواخت فقط و فقط به همراه حرکت واکه نوشته می‌شود. علاوه بر نقش آن، دلیل دیگر این اجبار این است که دو تا از این علامات نقطه‌ای هستند. پس بدون وجود حرکت واکه بین حرف هم‌خوان و علامت نواخت، امکان اشتباه خواندن این نقاط به عنوان نقطهٔ حرف وجود دارد.
 علامت هاربای به زبان روهینگیا، یک تک نقطه است که بالای زبر یا پیش، و یا پایین زیر (ساده یا مجعد) نوشته می‌شود. (نمونه: دَ࣪ / دِ࣭ / دُ࣪ / دࣨ࣪ / دٍ࣭‎) همان‌طور که از این مثالها پیداست، بدون وجود حرکت واکه بین علامت نواخت و حرف «د»، امکان اشتباه خواندن آن به صورت «ذ» وجود دارد. این علامت نواخت «کوتاه سطح بالا» (/˥/) را نشان می‌دهد.
 علامت تِلا به زبان روهینگیا، دو نقطه است که بالای زبر یا پیش، و یا پایین زیر (ساده یا مجعد) نوشته می‌شود. (نمونه: دَ࣫ / دُ࣫ / دِ࣮‎) این علامت نواخت «بلند افت از بالا» (/˥˩/) را نشان می‌دهد.
 علامت تانا به زبان روهینگیا، یک حلقهٔ کوچک ماهی‌شکل است که بالای زبر یا پیش، و یا پایین زیر (ساده یا مجعد) نوشته می‌شود. (نمونه: دࣤ࣬ / دࣥ࣬ / دࣦ࣯‎) این علامت نواخت «بلند خیز به بالا» (/˨˦/) را نشان می‌دهد. 
حروف با پیش‌زمینهٔ زرد، تنها در وام‌واژه‌ها کاربرد دارند. حروف با پیش‌زمینهٔ سبز، تنها در روهینگیا وجود دارند و در نه در اردو، نه فارسی، و نه عربی معادل ندارند.
کیبورد تایب به الفبای عربی روهنگیا از این لینک در دسترس می‌باشد.
| [ ۳ ] [ ۵ ] [ ۶ ] | [ ۳ ] [ ۵ ] [ ۶ ] | [ ۳ ] [ ۵ ] [ ۶ ] | [ ۳ ] [ ۵ ] [ ۶ ] | [ ۳ ] [ ۵ ] [ ۶ ] | [ ۳ ] [ ۵ ] [ ۶ ] |
| ----------------- | ----------------- | ----------------- | ----------------- | ----------------- | ----------------- |
| ب                 | پ                 | ت                 | ٹ                 | ث                 | ج                 |
| چ                 | ح                 | خ                 | د                 | ڈ                 | ذ                 |
| ر                 | ࢪ                 | ڑ                 | ز                 | س                 | ش                 |
| ص                 | ض                 | ط                 | ظ                 | ع                 | غ                 |
| ڠ                 | ف                 | ڤ                 | ق                 | ‌ ک‌                | گ                 |
| ‌ ل                | م                 | ن                 | ں                 | و                 | ࢫ                 |
| ه                 | ي                 | ࢬ                 |                   |                   |                   |

| واکه‌های روهینگیا | واکه‌های روهینگیا | واکه‌های روهینگیا | واکه‌های روهینگیا | واکه‌های روهینگیا | واکه‌های روهینگیا |
| ---------------- | ---------------- | ---------------- | ---------------- | ---------------- | ---------------- |
| ◌َ                | ◌ࣤ                | ◌ِ                | ◌ࣦ                | ◌ُ                | ◌ࣥ                |
| تنوین‌ها          |                  |                  |                  |                  |                  |
| ◌ً                | ◌ࣧ                | ◌ٍ                | ◌ࣩ                | ◌ࣱ                | ◌ࣨ                |
|                  |                  |                  |                  |                  |                  |
| ◌ۡ                | ◌ّ                |                  |                  |                  |                  |

| ◌࣪ / ◌࣭ | ◌࣫ / ◌࣮‎ | ◌࣬ / ◌࣯‎ |

### الفبای حنیفی روهینگیا
الفبای حنیفی روهینگیا الفبای دیگریست که برای نوشتن روهینگیا است. با مطرح بودن بحث استانداردسازی الفبا در میان مردم روهینگیا در دهه‌های ۱۹۶۰ و ۱۹۷۰ میلادی، «محمد حنیف»، معلم حوزهٔ علمیه، با الهام از الفبای عربی، اما با نظر شخصی که الفبای عربی مناسب زبان روهینگیا نیست، الفبای نوینی را برای این زبان در سال ۱۹۸۰ میلادی اختراع کرد. مانند الفبای عربی، الفبای حنیفی از راست به چپ نوشته می‌شود. مانند عربی، حرفی بدون صدا، مشابه «الف» یا «همزه» در الفبای حنیفی نقش ایفا می‌کند. مانند عربی، حروف حرنیفی در هر واژه، به هم چسبیده نوشته می‌شوند. اشکال بسیاری از حروف حنیفی، شبیه معادل عربی آنهاست، مانند حرف «𐴇» (معادل «ح» و «ه») و حرف «𐴉» (معادل «ف»). اما بسیاری دیگر از حروف، نو بوده و شبیه شکل معادل عربی خود نیستند. علاوه بر آن، در این الفبا، پدیدهٔ حروف هم‌آوا (یعنی حروف متفاوت که صدایی مثل هم می‌دهند، مثل «ذ» و «ظ») حذف شده و هر صدا فقط با یک حرف نشان داده شده است. علاوه بر آن، حرکات واکه‌ای به طور کل حذف شده‌اند. برای هر واکه، حرفی خاص در نظر گرفته شده است. در الفبای حنیفی، نواخت‌ها با ۳ «علامت نواخت» نشان داده می‌شوند. این علامت‌ها بر روی واکه‌ها قرار می‌گیرند. مانند عربی، در الفبای حنیفی علامت تشدید نیز وجود دارد.
| 𐴆 | 𐴅 | 𐴄 | 𐴃 | 𐴁 | 𐴀 |
| 𐴋 | 𐴊 | 𐴉 | 𐴂 | 𐴈 | 𐴇 |
| 𐴑 | 𐴐 | 𐴏 | 𐴎 | 𐴍 | 𐴌 |
| 𐴗 | 𐴖 | 𐴕 | 𐴔 | 𐴓 | 𐴒 |
|   | 𐴜 | 𐴛 | 𐴚 | 𐴙 | 𐴘 |

| 𐴢 | 𐴡 | 𐴠 | 𐴟 | 𐴞 | 𐴝 |
|   | ◌𐴧 | ◌𐴦 | ◌𐴥 | ◌𐴤 | 𐴣 |

| 𐴰 | 𐴱 | 𐴲 | 𐴳 | 𐴴 | 𐴵 | 𐴶 | 𐴷 | 𐴸 | 𐴹 |

### الفبای لاتین روهینگیا
در سال ۱۹۹۹ میلادی، زبان‌شناسی به نام «صدیق باسو»، الفبای لاتین روهینگیا را طراحی کرد. الفبای لاتین روهینگیا از ۲۸ حرف و یک علامت که بر روی حروف واکه‌ای می آید استفاده می‌کند. الفبای لاتین روهینگیا شامل ۲۶ حرف انگلیسی و دو حرف «Ç» و «Ñ» می باشد. حروف «Q» و «V» و «X» تنها در وام‌واژه‌ها کاربرد دارند. حرف «C» صدای معادل «ش»، حرف «Ç» صدای «ر» با زبان برگشته (معادل «ڑ») و حرف «Ñ» معادل  «نون غنه» و نشان‌دهندهٔ صدای درون‌دماغی پس از واکه می‌باشد.

نواخت‌ّها در الفبای لاتین با اکسان اگو روی حروف واکه نشان داده می‌شوند. نواخت‌ها در الفبای لاتین به این صورت نشان داده می‌شوند:
- نواخت «کوتاه سطح بالا» با یک واکه و «اکسان اگو»، «á».
- نواخت «بلند خیز به بالا» با دو واکه یکسان، و «اکسان اگو» روی واکهٔ دومی، «aá».
- نواخت «بلند افت به پایین» با دو واکه یکسان، و «اکسان اگو» روی واکهٔ اولی، «áa».

الفبای لاتین روهینگیا شامل چندین دونگاره نیز می‌باشد، مثل «ch» برای حرف «چ».
| A a | B b | C c | Ç ç | D d | E e | F f |
| G g | H h | I i | J j | K k | L l | M m |
| N n | Ñ ñ | O o | P p | Q q | R r | S s |
| T t | U u | V v | W w | X x | Y y | Z z |

## نمونه متن
ماده ۱ اعلامیه جهانی حقوق بشر
| الفبای عربی روهینگیا | الفبای حنیفی روهینگیا | الفبای لاتین روهینگیا | ترجمه فارسی |
| مَنُ࣪شۡ بࣦگُّ࣪نۡ اَزَدۡ حِ࣭سَفࣦ، اَرۡ عِزّࣤتۡ اَرۡدࣦ حࣤ࣪قۡ اࣤ࣪كّࣤلۡ اࣤ࣪تۡ، فُ࣪وَ࣪نَّ࣪ࢬ حِ࣭سَفࣦ فࣤيۡدَ اࣤ࣪يّࣦ. فࣤتِّ اِنۡسَ࣪نۡ اࣤ࣪تُّ هࣤنࣤ࣪ فࣤرࣤ࣪كۡ سَ࣪رَ࣪ عࣦلَنۡ اࣤتۡ اَسࣦ࣭دࣦ تَمَ࣪مۡ حࣤ࣪قۡ اࣤ࣪كّࣤلۡ اَرۡدࣦ اَزَدِ اࣤ࣪كّࣤلۡ لࣤيۡ فَ࣫يۡدَ࣪ گࣤرࣤ࣫نۡ اࣤ࣪رۡ حࣤ࣪قۡ اَسࣦ࣭. اَرۡ، تَرَ࣪رࣦ࣭ دِلۡ اَرۡدࣦ دࣦمَكۡ دِيࣦ࣭ اࣤ࣪تࣤ࣪لَّ، تَرَ࣪تُّ࣪ اࣦك زࣤنۡ لࣤيۡ اَرۡ اࣦكۡزࣤنۡ بَ࣪يۡ حِ࣭سَفࣦ مَامَلَ گࣤرࣤ࣫نۡ سَ࣬.‎ | .𐴔𐴝𐴕𐴟𐴤𐴞𐴐 𐴁𐴠𐴒𐴧𐴟𐴤𐴕 𐴝𐴎𐴝𐴊 𐴇𐴞𐴤𐴏𐴝𐴉𐴠,. 𐴝𐴌 𐴞𐴎𐴧𐴡𐴃𐴝𐴌𐴊𐴠 𐴇𐴡𐴤𐴑 𐴡𐴤𐴑𐴧𐴡𐴓 𐴡𐴤𐴃, 𐴉𐴟𐴤𐴝𐴞𐴕𐴧𐴝 𐴇𐴞𐴤𐴏𐴝𐴉𐴠 𐴉𐴡𐴞𐴊𐴝 𐴡𐴤𐴞𐴘𐴠. 𐴉𐴡𐴃𐴧𐴞𐴤 𐴞𐴕𐴏𐴝𐴤𐴕 𐴡𐴤𐴃𐴧𐴟 𐴇𐴡𐴕𐴡𐴤 𐴉𐴡𐴌𐴡𐴤𐴑. 𐴏𐴝𐴤𐴌𐴝 𐴠𐴓𐴝𐴕 𐴡𐴃 𐴀𐴏𐴠𐴤𐴊𐴠 𐴃𐴝𐴔𐴝𐴤𐴔 𐴇𐴡𐴤𐴑 𐴡𐴤𐴑𐴧𐴡𐴓 𐴝𐴌𐴊𐴠 𐴝𐴎𐴝𐴊𐴞 𐴡𐴤𐴑𐴧𐴡𐴓 𐴓𐴡𐴞 𐴉𐴝𐴥𐴞𐴊𐴝 𐴒𐴡𐴌𐴡𐴥𐴕 𐴡𐴤𐴌 𐴇𐴡𐴤𐴑 𐴝𐴌, 𐴃𐴝𐴌𐴝𐴤𐴌𐴠, 𐴊𐴞𐴓 𐴝𐴌𐴊𐴠 𐴊𐴠𐴔𐴝𐴑 𐴊𐴞𐴘𐴠𐴤. 𐴡𐴤𐴃𐴡𐴓𐴧𐴝, 𐴃𐴝𐴌𐴝𐴤𐴃𐴧𐴟 𐴠𐴑𐴎𐴡𐴕 𐴓𐴡𐴞. 𐴝𐴌𐴠𐴑𐴎𐴡𐴕 𐴁𐴝𐴤𐴞 𐴇𐴞𐴤𐴏𐴝𐴉𐴠 𐴔𐴝𐴧𐴔𐴠𐴓𐴝 𐴒𐴡𐴌𐴡𐴥𐴕 𐴏𐴝𐴦. | Manúic beggún azad hísafe, ar izzot arde hók ókkol ót, fúainna hísafe foida óiye. Fottí insán óttu honó forók sára elan ot aséde tamám hók ókkol arde azadi ókkol loi fáaida goróon ór hók asé. Ar, taráre dil arde demak diyé. Ótolla, taráttu ekzon loi arekzon bái hísafe maamela goróon saá. | همه انسان‌ها آزاد به دنیا می‌آیند و از نظر حیثیت و حقوق برابر هستند. آنها دارای عقل و وجدان هستند و باید نسبت به یکدیگر با روحیه برادری رفتار کنند. |